# Batalla del cabo de San Vicente (1681)
La batalla del cabo de San Vicente fue una batalla naval de 2 horas de duración que tuvo lugar el 30 de septiembre de 1681 cerca de cabo de San Vicente, dando como resultado una contundente victoria española sobre Brandeburgo, que sufrió 40 bajas.

## Antecedentes
En el marco de la Guerra Franco – Holandesa y la Guerra de Scandia, relacionada con la primera, donde la coalición formada por España, Brandeburgo, Provincias Unidas y Dinamarca se enfrentaba a la alianza Franco – Sueca, Brandeburgo esperaba que España financiase su esfuerzo bélico. Al llegar la paz, España, totalmente arruinada, no es capaz de cumplir su compromiso que asciende a 1 800 000 ducados. El Elector de Brandeburgo, Federico Guillermo I  no renuncia al cobro y decide atacar el comercio marítimo español con América.

## Enfrentamiento previo
En septiembre de 1680, envía al mando del comandante holandés Claus von Bevern una escuadra de 7 navíos al Canal de la Mancha. El día 18 captura a la fragata española de 52 cañones Carlos II, que es remolcada al puerto de Pillau e incorporada a su marina con el nuevo nombre de Markgraf von Brandenburg.

## Batalla
Satisfecho por el resultado de la primera campaña, al año siguiente envía nueva expedición al Canal. Consta de seis buques con un total de 102 cañones al mando de Thomas Alders, quien estima que esa zona no es la más favorable para nuevas capturas y pone rumbo al sur costeando Portugal con la esperanza de interceptar alguna nave de la Carrera de Indias.
El 30 de septiembre, a la altura del Cabo de San Vicente, divisa una docena de velas. Convencido de que pertenecen a los esperados mercantes Alders pasa al ataque. Mas, se trata de una flota española compuesta por 12 buques y 3 brulotes comandada por el Marqués de Villafiel que había sido enviada para interceptarlo. Después de dos horas de batalla los brandeburgueses, que han sufrido 10 muertos y 30 heridos se retiran al abrigo de la artillería del puerto portugués de Lagos donde reparan daños y posteriormente retornan al Báltico. Los mercantes españoles llegan sin novedad a Cádiz.
Este combate, fue el primero librado por la Armada de Brandeburgo.

## Navíos implicados

### España
- 12 barcos.
- 3 brulotes.

### Brandeburgo
- Markgraf von Brandenburg, 28 cañones (antiguamente en manos españolas llamado Carolus Secundus, pero fue capturado el año anterior).
- Fuchs, 20 cañones.
- Rother Löwe, 20 cañones.
- Einhorn, 12 cañones.
- Prinzess Maria, 12 cañones.
- Wasserhund, 10 cañones.

Total: 6 navíos y 102 cañones.
- Datos: Q1453186